# أفري وارلي
أفري وارلي (بالإنجليزية: Avery Warley) مواليد 17 مايو 1987 في واشنطن العاصمة، هي لاعبة كرة سلة أمريكية. بدأت مسيرتها الاحترافية في سنة 2012. تلعب مع أتلانتا دريم في دوري الاتحاد الوطني لكرة السلة النسائية كلاعب وسط. وتحمل الرقم 7. يبلغ طولها 6 قدم 3 بوصة (1.9 م).

## المسيرة الاحترافية
لعبت مع فينيكس ميركوري في سنة 2012، ثم لعبت مع نيويورك ليبرتي في سنة 2013، ثم لعبت مع شيكاغو سكاي في سنة 2013، ثم لعبت مع نيويورك ليبرتي من سنة 2014 إلى 2016، ثم لعبت مع أتلانتا دريم في سنة 2016.

## روابط خارجية
- أفري وارلي على موقع الاتحاد الوطني لكرة السلة النسائية (الإنجليزية)
- أفري وارلي على موقع كرة السلة الأوروبية.كوم (الإنجليزية)
- أفري وارلي على موقع كلية كرة السلة في سبورتس رفرنس.كوم (الإنجليزية)
- أفري وارلي على موقع بروبوليرز (الإنجليزية)
- أفري وارلي على موقع سبورتس رفرنس (الإنجليزية)